# Paulo Comelli
Paulo Sérgio Comelli (Novo Horizonte, 5 de junho de 1960) é um ex-futebolista brasileiro e treinador de futebol. Atualmente, está sem clube.

## Carreira

### Treinador
Começou sua carreira em 1990 no Grêmio Maringá.
Com o União Bandeirante conquistou o título do interior paranaense em 1996.
Em 1998, iniciou o ano pelo Ponta Grossa e no segundo semestre comandou o EC Taubaté na Série A-3 do Paulista.
Em 30 de junho de 2001, conquistou o título do Campeonato Paulista da Série A3 com o São Bento.
Treinou o Criciúma em 2002, quando a equipe foi vice no Campeonato Catarinense. Ainda em 2002, faturou o Campeonato Maranhense comandando o Sampaio Corrêa.
Em 2003, comando o Marilia na Série B do Brasileiro.
Teve uma curta passagem pelo Figueirense, entre os anos de 2004 e 2005.
Pelo EC Noroeste e ficou em 4º lugar no Campeonato Paulista de 2006. Também treinou o clube durante o Campeonato Paulista e a Copa do Brasil de 2007.
Ainda em 2007, comandou o Marilia até setembro em quatro derrotas, dois empates e apenas uma vitória. Ainda em setembro, assume a Ponte Preta.
Chegou ao Bahia no final de 2007. Em 2008, perdeu o título baiano por 1 gol, mas terminou o torneio com o melhor aproveitamento. Foi demitido depois de quatro jogos na Série B de 2008, deixando o clube com aproveitamento geral de 63%, conquistados em 34 jogos, com 19 vitórias, 8 empates e 7 derrotas.
Foi para o Paraná em agosto de 2008, onde ficou até março de 2009. No meio do mesmo ano, retornou ao Bahia.
Trabalhou ainda no Oeste, depois de uma polêmica foi demitido, e acertou como Sertãozinho. Após seu fracasso e a queda do clube para a série A2 do Campeonato Paulista, foi contratado pelo Vila Nova, onde conseguiu uma excelente campanha, livrando o time goiano do rebaixamento para a série C.
Foi vice-campeão brasileiro da Série C em 2011 pelo CRB. Dirigiu o CRB até abril de 2012, quando foi contratado pelo Criciúma.
Paulo Comelli levou o Tigre para a Série A do Brasileirão, após vice-campeão brasileiro da Série B em 2012, com campanha brilhante. Em março de 2013, após a última rodada do Campeonato Catarinense da Divisão Principal, deixou o clube.
Ainda em março de 2013, assume o América-MG. Em setembro do mesmo ano, deixa o clube após o encerramento do primeiro turno da Série B do Campeonato Brasileiro.
Depois de três temporadas e campanhas históricas frente ao Emirates Club-UAE, acertou sua transferência para o Dibba Al Fujairah no fim de 2016.
Pela primeira vez na história, levou a equipe até a semifinal da Copa dos Emirados Árabes. Em fevereiro de 2018, chegou a marca de 100 jogos pela Liga do Golfo Árabe.
Treinou, ainda nos Emirados Árabes, o Khor Fakkan, na temporada 2019/2020.
Em outubro de 2024, foi anunciado como treinador do Noroeste, onde ficou até fevereiro de 2025.

## Títulos
União Bandeirante
- Campeonato do Interior Paranaense: 1996[1]

Gama
- Campeonato Brasiliense: 1998

Londrina
- Campeonato Paranaense 2 Divisão: 1999
- Citadino de Londrina: 1999

São Bento
- Campeonato Paulista Serie A3: 2001[4]

Sampaio Corrêa
- Campeonato Maranhense: 2002[27]

Figueirense
- Campeonato Catarinense: 2004

Noroeste
- Campeonato Paulista do Interior: 2006

CRB
- Campeonato Alagoano de Futebol:  2012

## Estatísticas
| Clube      | Jogos | Vitórias | Empates | Derrotas |
| ---------- | ----- | -------- | ------- | -------- |
| América-MG | 31    | 11       | 8       | 12       |